# Архитектура Нидерландов

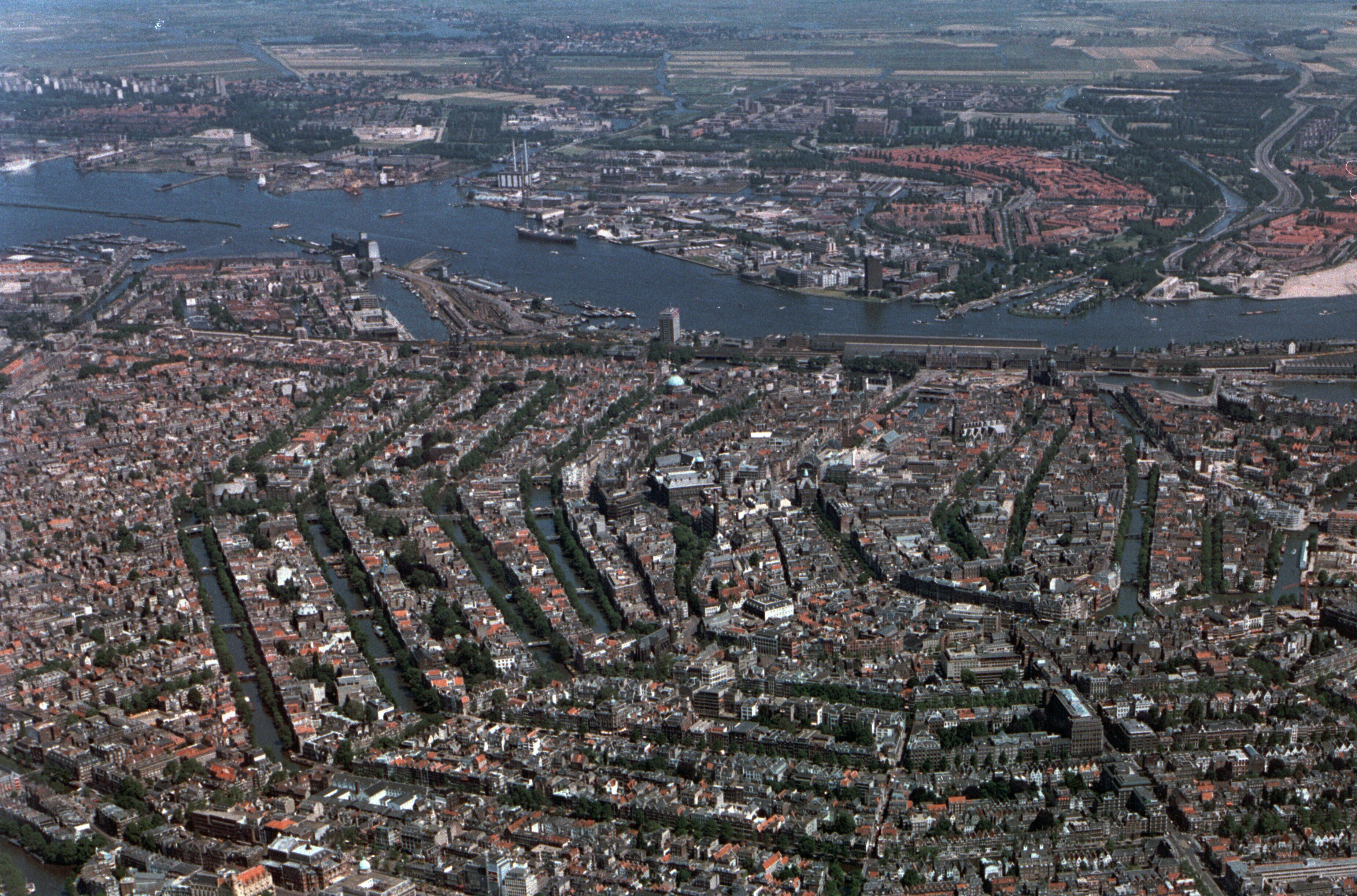
Каналы Амстердама (XVII век) и в наше время остаются одним из самых грандиозных градостроительных проектов в архитектуре Нидерландов

Архитектура Нидерландов (нидерл. Nederlandse Architectuur).
Развитие архитектуры на территории современного западно-европейского государства Нидерланды как составляющая искусства Нидерландов началось и активно продолжалось во 2-м тысячелетии н. э., пройдя в той или иной степени все этапы европейской архитектуры, а также во многом повлияло на общеевропейское развитие жилищного и промышленного зодчества.
Однозначного ответа относительно определения нидерландского национального стиля в архитектуре нет, но бесспорным остается факт, что именно нидерландская готика имеет наибольшую историческую преемственность на территории страны, её больше использовали строители-искатели и последователи историзма и XIX веке; своеобразными на нидерландских землях были ренессанс и классицизм. Так, считается, что период наивысшего развития архитектуры Нидерландов совпал с политическим триумфом государства — так называемым «золотым веком» Республики Соединенных провинций, и в частности XVII веком, когда в стране активно застраивались города, осуществлялись амбициозные градостроительные проекты, в частности строились многочисленные каналы, как в Амстердаме (см. каналы Амстердама), тогда же в стране творили известные местные архитекторы, во многом в это время сформировался современный архитектурный облик нидерландских городов. Архитектура Нидерландов XX века — это творческие поиски, оригинальность, новаторство, нередко в мировом масштабе.

## Разграничение понятий и общие характеристики
Будучи частью искусства Нидерландов, архитектура страны имеет общую историю с этой художественной школой. В этой связи следует разграничить понятия архитектура Нидерландов и нидерландская архитектура. Первое понятие имеет синонимичную замену — голландская архитектура; второе же понятие значительно шире, ведь нидерландская архитектура в Средневековье развивалось на территории исторических Нидерландов. До Нидерландской буржуазной революции XVI века архитектурные школы голландская и фламандская (см. Архитектура Бельгии) развивались совместно, затем — как отдельные. Хотя, бесспорно, основы различий в архитектуре Нидерландов и Бельгии были заложены как раз в Средние века.

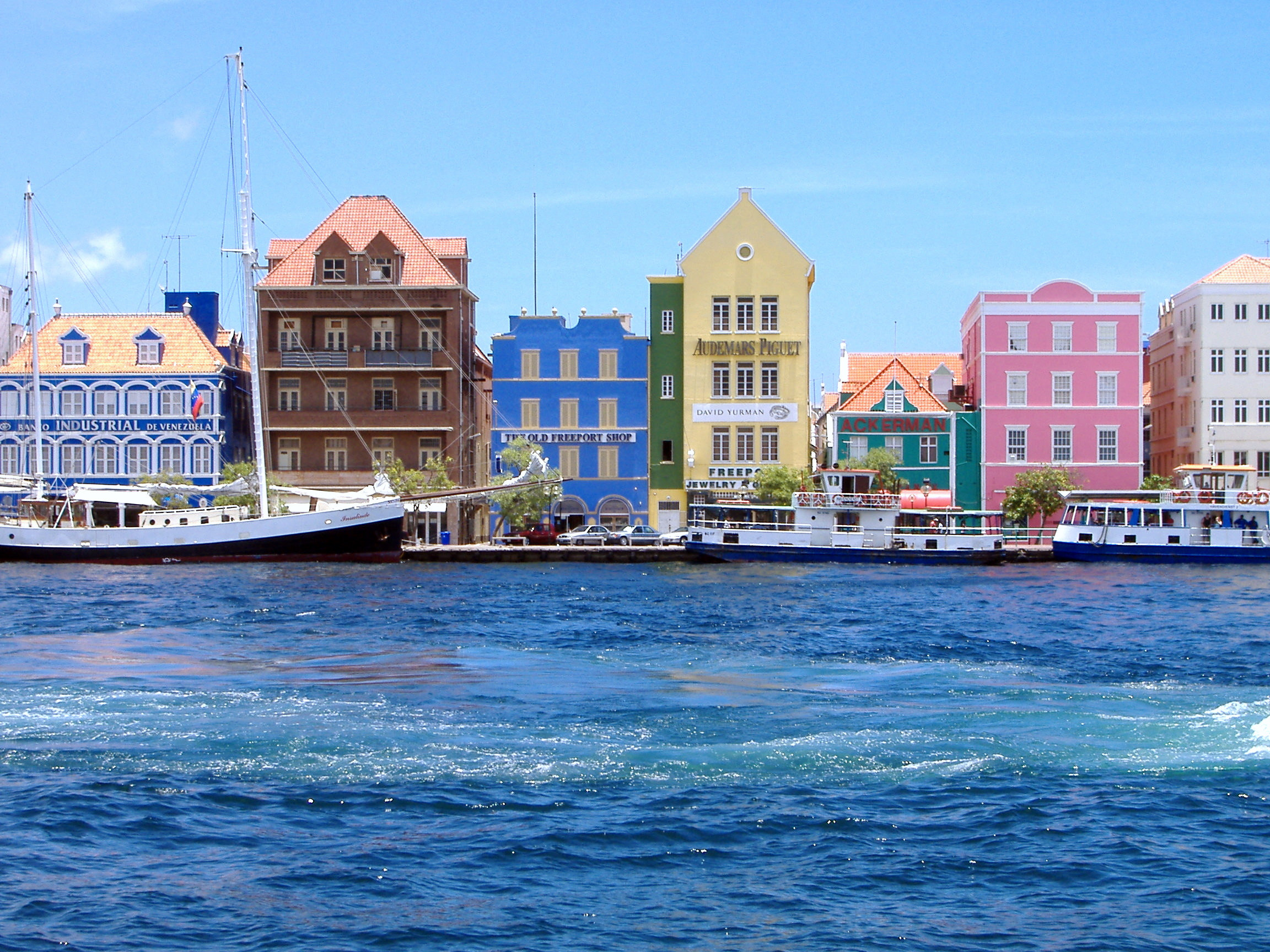
Архитектура Виллемстада — оригинальное «прочтение на месте» нидерландской архитектуры

Среди факторов, которые привели к этим процессам, — как сугубо объективные (географическое положение, разные природные условия, близость к воздействиям соседних государств и т. п.), так и субъективные (разницы в развитии образовательных центров, наличие архитекторов и строителей школ и т. д.). Кроме того, географическими Нидерландами нидерландская архитектура не ограничивалась и после образования Республики Соединенных провинций, ведь будучи колониальной метрополией, Нидерланды насаждали свои администрацию, культуру, язык и архитектуру в том числе в колониях, в частности, в больших колониальных ячейках Индонезии, на ряде карибских островов — к примеру, историческое ядро Виллемстада на Кюрасао, что представляет удивительно яркое «прочтение на месте» нидерландской архитектуры, именно благодаря оригинальности занесено в Всемирного наследия ЮНЕСКО.

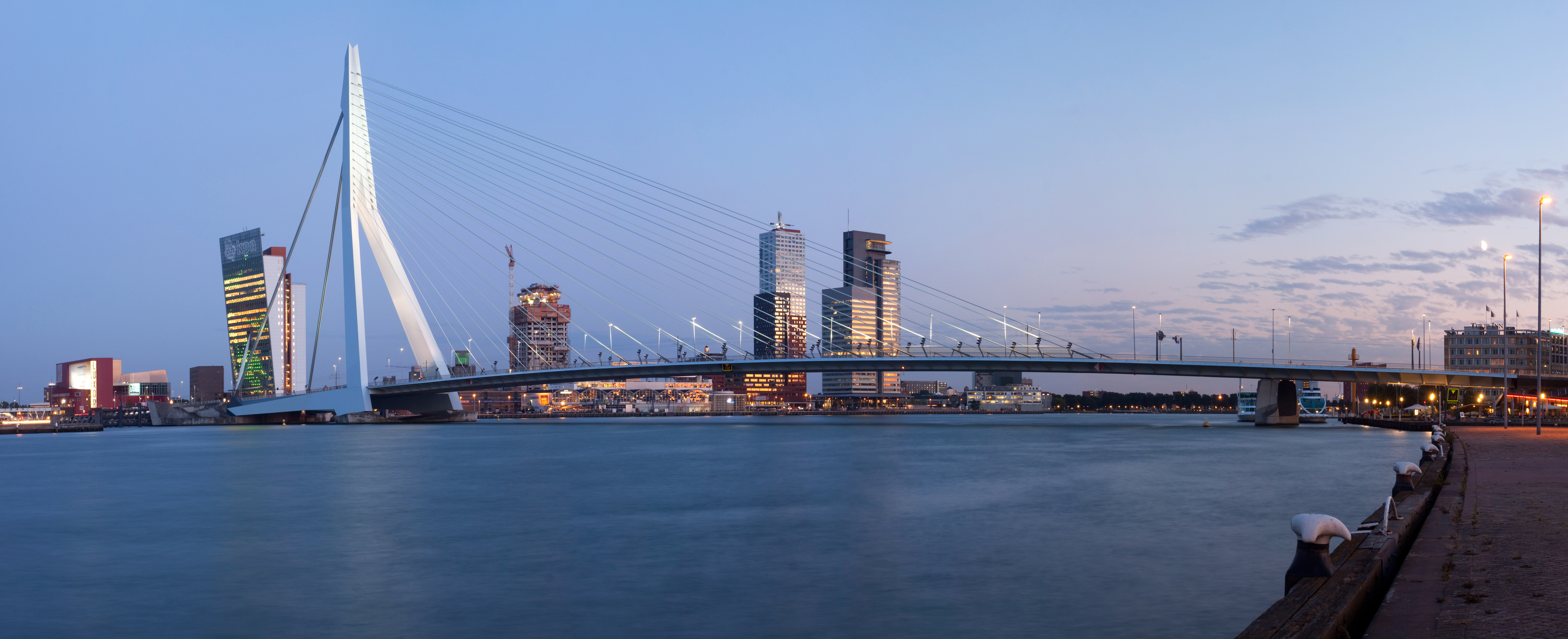
Роттердам (октябрь 2009) — современная «архитектурная столица» Нидерландов. На переднем плане — Мост Эразма

К общим характеристикам архитектуры Нидерландов, присущим ей на протяжении всей истории, принадлежат её открытость и способность поглотить иностранный опыт и выработать собственный стиль. Бесспорно, на развитие зодчества на территории современных Нидерландов имели огромное влияние ранняя урбанизация, высокая (исторически одна из самых высоких в мире) плотность населения и постоянная борьба за землю (осушки земель, строительство каналов); также на архитектуру влияло общее историческое развитие — войны, иностранное господство, Реформация, экономические подъемы и стагнации.
К сущностным характеристикам архитектуры Нидерландов в XX веке добавилось её новаторство — среди современных нидерландских архитекторов не только последователи, а в первую очередь зачинатели, теоретики и проводники таких современных художественных, и в том числе архитектурных течений, как функционализма («международный стиль»), деконструктивизма, неопластицизма.

## Доготика, готика и «пламенеющая» готика
На территории Нидерландов сохранились мегалитические сооружения эпохи неолита, кельтское поселение (1-е тыс. до н. э., древнеримские здания (I—III века).

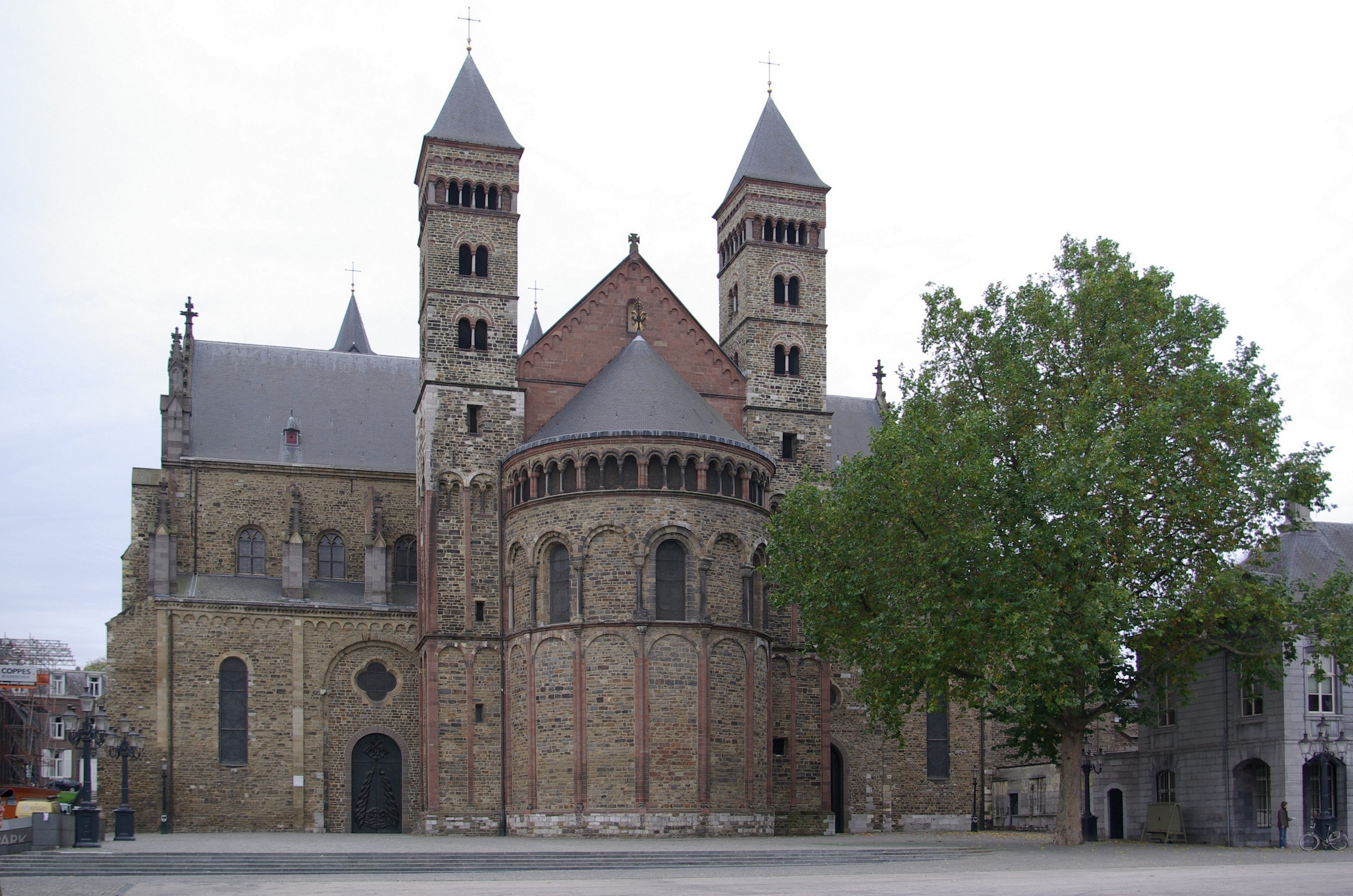
Базилика святого Серватия, Маастрихт

Со времен господства Каролингов на территории исторических Нидерландов начали возникать и строиться города. У них в период так называемого «Каролингского Возрождения» возводили церкви-базилики — например, Базилика святого Серватия в Маастрихте (X—XVI века), что является старейшим действующим храмом Нидерландов и редким образцом романского стиля; реже возводили центрические капеллы (капелла дворца Валкгоф в Неймегене, которая была построена, вероятно, в VIII—IX веках, нынешний вид — с XI века). Романский стиль складывался под влиянием рейнских областей, Ломбардии и Северной Франции, царившем на Нижних землях в XI — середине XIII веках. Центрами его были долины рек Мааса — то есть приграничье современных Нидерландов и Бельгии.
В XIII веке архитектурными центрами стали также Брабант, приморская Фландрия. Убранства храмов (по французским образцам) характеризовалось символичностью содержания, условностью формы (капители церквей в Маастрихте, на рубеже XII—XIII веков).

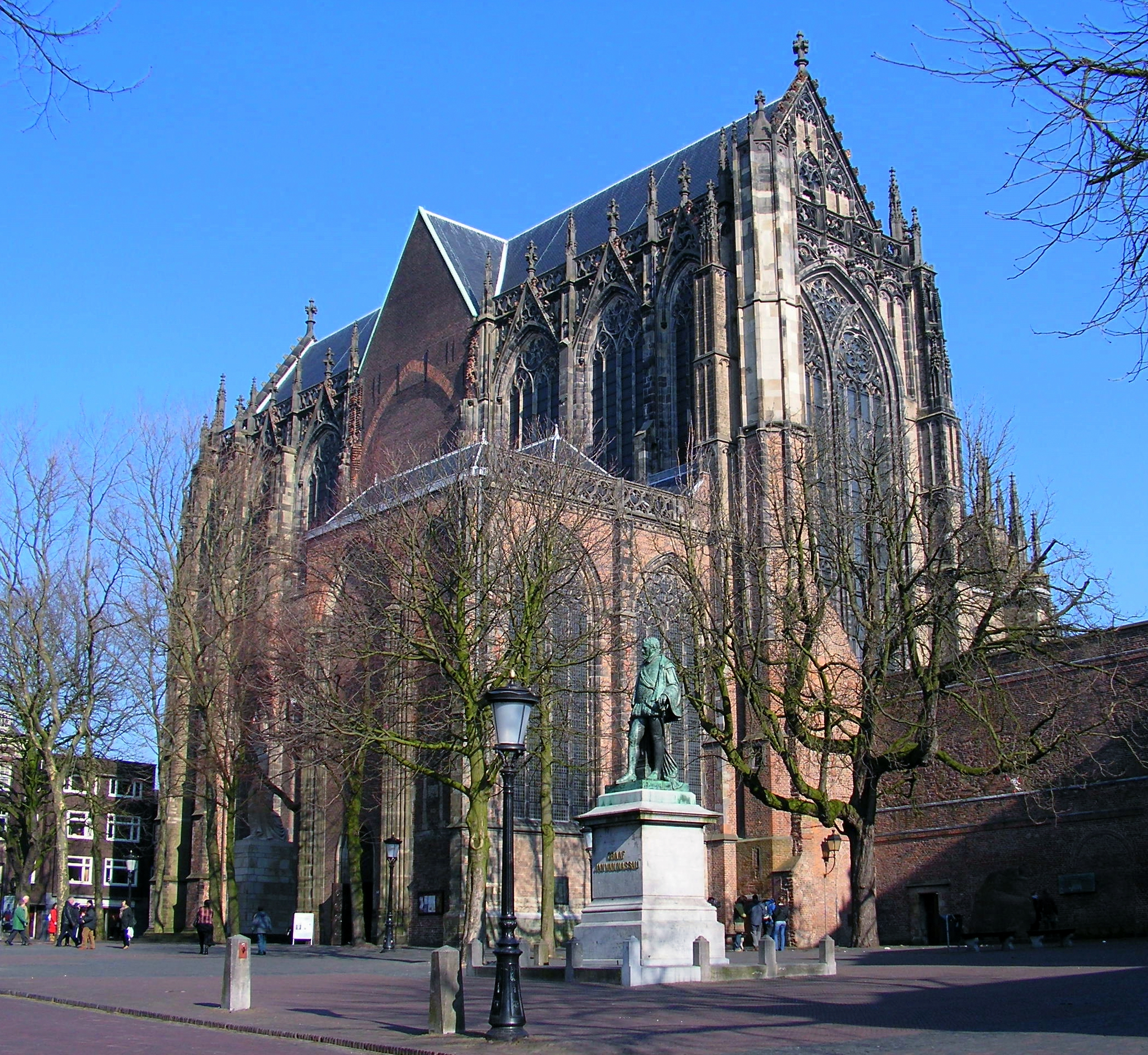
Утрехтский собор (XIII—XVI века) — первый и долгое время единственный кафедральный собор в Нидерландах

В XIII—XV веках выросли города вокруг замков и рыночных площадей с домами гильдий и цехов, городской башней и ратушей; преобладала радиально-кольцевая планировка. Строились городские стены с мощными башнями и воротами, укрепленные мосты, деревянные и каменные дома с узкими фасадами, обычно в несколькими (чаще с 3) этажами с фронтонами, нередко довольно красочно оформленными. Скупость и традиционность планирования с одной стороны, богатое убранство и сложный декор с другой, явственно свидетельствовали о сочетании черт романского стиля и готики. Однако господствующей в нидерландских городах неотвратимо становилась готика (замок Риддерзаал, Гаага XIII века; Аудекерк, Делфт, XIII—XIV века) В Северных Нидерландах с их болотистыми грунтами и нехваткой природного камня получила значительное развитие так называемая «кирпичная готика», были разработаны облегченные покрытия, в том числе деревянные своды (Синт-Якобскерк, Гаага; Аудекерк, Амстердам).
В XIV — первой трети XVI века возводились зальные церкви (Утрехтский собор, XIII—XVI века) Одновременно на юге современных Нидерландов — в Брабанте расцвела поздняя, «пламенеющая» готика, которая все же является более присущей для Бельгии, в Нидерландах же она представлена единичными образцами в Алкмаре, Мидделбурге (Мидделбургская ратуша, 1452—1520, архитекторы — семья Келдермансов, более известная по творчеству в Бельгии) и т. д. По сути пламенеющая готика свидетельствовала о наступлении Возрождения в нидерландской архитектуре.

## Нидерландские Возрождение и классицизм (1500—1800)
В XVI веке из Италии и Франции в архитектуру Нидерландов проникают классические принципы Возрождения, нидерландские архитекторы начинают приобретать профессиональное образование, писать теоретические сочинения. Первым нидерландским теоретиком архитектуры был живописец и гравер Питер Кук ван Альстом (1502—1550). Ему принадлежат переводы Витрувия (изданы в 1539 г.) и трактатов Серлио (1540-е гг).

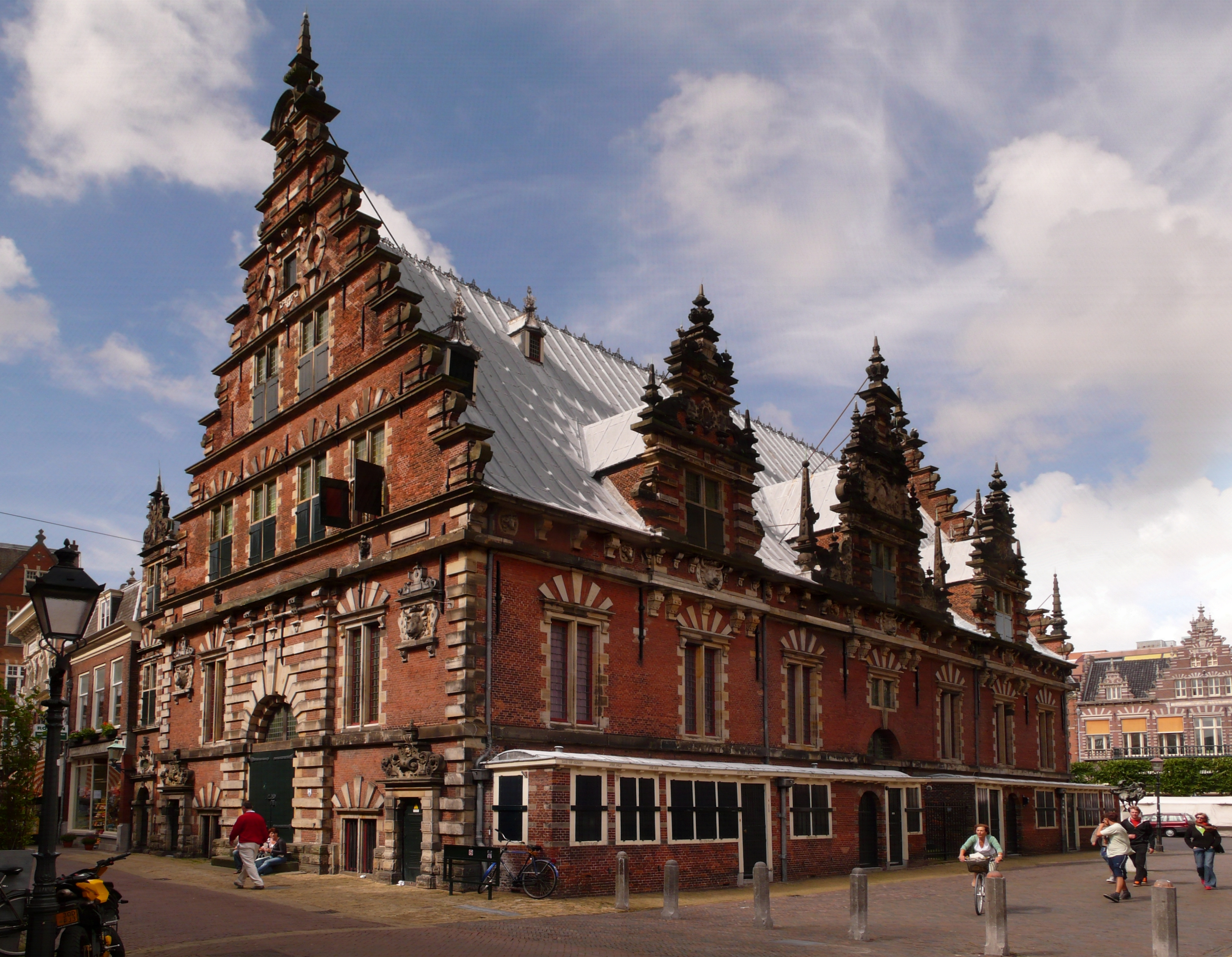
«Мясные ряды», Харлем, ~ 1600 (де Кей)

Интересно, что это перенимание (не заимствование) ренессансного искусства, в том числе и в архитектуре, было косвенным, ведь итальянцы или французы не работали в нидерландских городах, как скажем в Германии, то есть абсорбция нового происходила на местной почве силами местных же строителей, что неизбежно вело к трансформации архитектурных форм итальянского Ренессанса в нидерландской архитектуре. Формы эти, воспринимаемые извне и основательно переработанные, использовались для декоративного убранства, не затрагивая старой, привычной готической конструкции зданий. Ордерные элементы, ренессансные тяги, карнизы наносились на обычные, по сути средневековые, здания, результатом чего стало значительное изменение «классических» пропорций. Очень высокие фронтоны зданий сохраняли ступенчатую форму, на фасадах по-прежнему выделялись эркеры. Типичными в этом отношении являются многочисленные здания ратуш, цехов, купеческих корпораций, весов и т. п.
На архитектуру Нидерландов этого периода так называемого северного (или нидерландского) Возрождения значительно повлияли внешние и внутренние политические, экономические и религиозные факторы. Так, подъем экономики и политики вел к обогащению и росту нидерландских городов, их развитию, и первую очередь, строительству светских сооружений (ратуши, склады, торговые ряды и др.), обособлению национальных художественных, в том числе и архитектурных традиций; Реформация привела к возведению новых — протестантских храмов, которые уже не несли в себе значительный готический элемент, а были ренессансными (Зюдеркерк, Амстердам, 1603 — 11 , первая реформистская церковь в городе; арх. Хендрик де Кейзер).
В светских сооружениях этого времени был создан новый, очень живописный стиль, где все же готическая традиционная основа-структура сочеталась (когда органично, когда не очень) с огромным количеством ренессансных архитектурных мотивов. В отдельных местах сложилась традиция кирпичной кладки («Мясные ряды», Харлем, около 1600), в том числе с белокаменными классическими деталями (городская канцелярия, Леуварден).

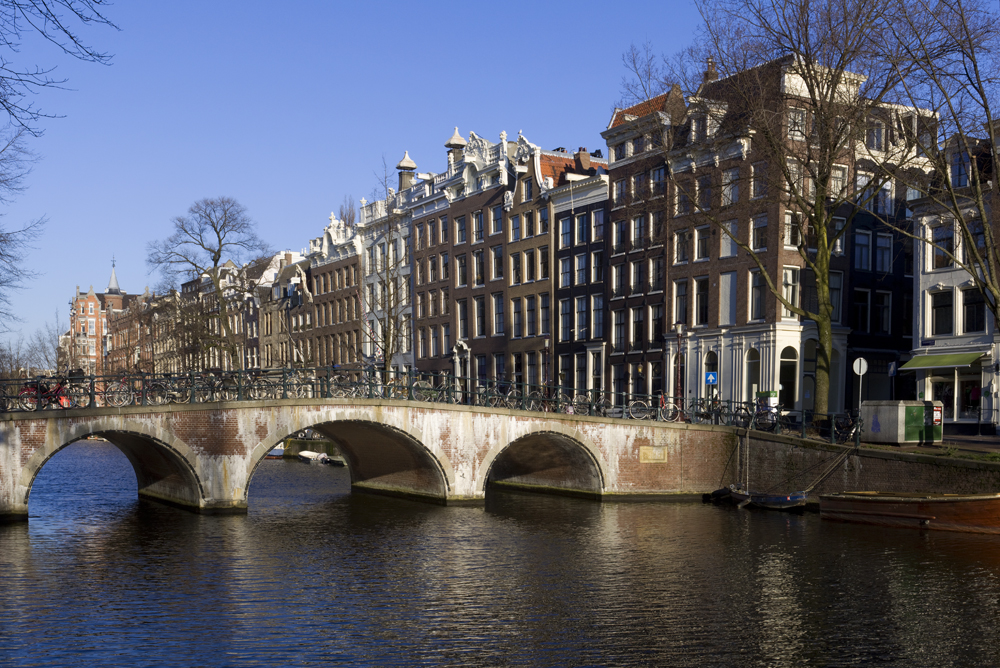
Застройка XVII—XVIII вв. на канале Кейзерсграхти, Амстердам

Выдающимися архитекторами Голландии, творившими в этот период, были Якоб ван Кампен (Jacob van Campen, 1595—1657), Ливен де Кей (Lieven de Key, около 1560—1627) и Хендрик де Кейзер (Hendrik de Keyser, 1565—1621). Всего нидерландская архитектура Ренессанса оказала значительное влияние на зодчество других стран, прежде всего Германии и Англии.
XVII век стал также периодом разработки и возведения многочисленных каналов в нидерландских городах (см. Каналы Амстердама) — как с целью осушения земель, защиты, так и в транспортных целях. По берегам каналов в XVII—XVIII веках активно строились и реконструировались дома купцов и богатых бюргеров (см. Дом на канале).

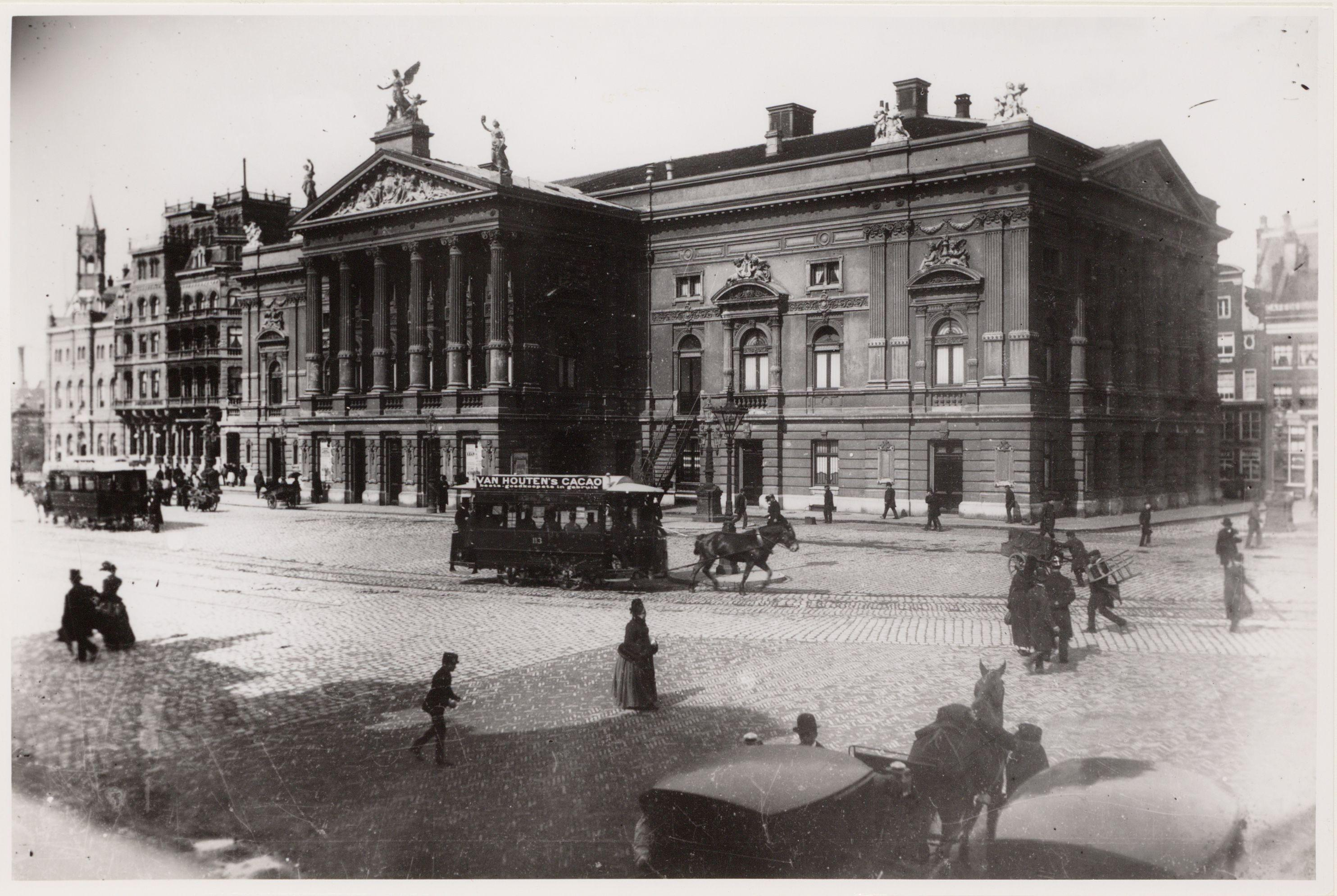
Вид здания Амстердамского театра в стиле классицизма, около 1885 (сгорело в 1892 году и было перестроено)

В этот период в Нидерландах ощутимым стало проникновение европейского (французского) классицизма как в общественной и жилой, так и в сакральной архитектуре — от переходных форм к чистому подражанию (Амстердамская ратуша, 1648—55; Нивекерк, Гаага, 1649—56; дворец Гюгетан, Гаага, 1734—36).

## XIX век: поиск национального стиля
Хотя традиционно XIX век в нидерландской архитектуре искусствоведами обозначается как «проходное» время, когда не создавались выдающиеся архитектурные памятники, в действительности утверждать это однозначно было бы совершенно ошибочным.
Ведь нидерландские города, как и большинство исторических европейских, обязаны в большой степени своему архитектурному лицу именно деятельности строителей XIX века. Это было время, когда активно росли города, развивалась промышленность (заложены основы промдизайна), происходил культурный и образовательный подъем, строились и реконструировались городские очаги культуры — музеи, театры, публичные библиотеки). Общеевропейский романтизм, пустив корни и в Нидерландах, в области архитектуры выдал на-гора яркий и осязаемый результат — был определен нидерландский национальный стиль.

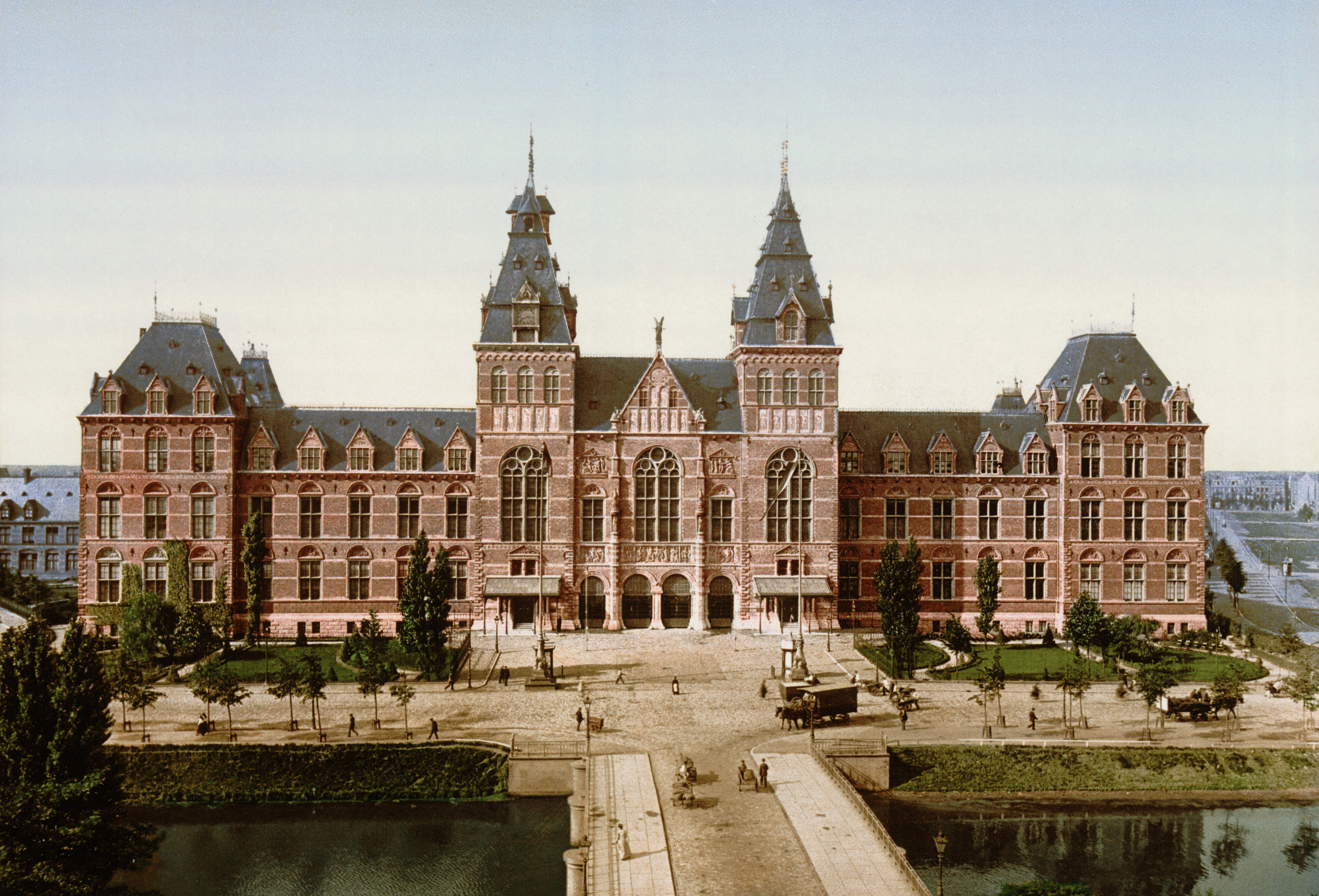
Рейксмузей, Амстердам (1876—85), фотография ок. 1895

Ещё до середины XIX века в Нидерландах строили преимущественно по французским (в основном в стиле классицизма) образцам, в дальнейшем начало появляться немало эклектических зданий, но именно нидерландская неоготика, дополненная неоренессансными деталями, в исполнении ведущих зодчих страны понимается как нидерландский национальный архитектурный стиль.
В этот период (вторая половина XIX века), в частности, «столпами» нидерландской архитектуры, спроектировавшими и построившими яркие сооружения, были Адольф Леонард ван Гендт (Концертгебау, новое здание Городского театра, оба — Амстердам) и Питер Кейперс (Рейксмузей; Центральный вокзал в Амстердаме). Последний, будучи главной фигурой архитектурного историзма в Нидерландах, также осуществил колоссальное влияние в области изучения и исследования, реставрации, реконструкции, а иногда и перестройке культовых сооружений в Нидерландах, нередко строил новые неоготические церкви (Собор св. Йозефа, Гронинген, 1886).
Без понимания архитектуры Нидерландов XIX века трудно понять тот настоящий голландский архитектурный «бум», который проходил в 1910—1930 годах, поскольку, например педагогом функционалиста Я. Ауда был тот самый традиционалист Питер Кейперс, а в бюро его племянника Эдуарда оформилось ядро Амстердамской архитектурной школы.

## От 1900 до настоящего времени: модернизм и постмодернизм
В XX веке голландские зодчие сыграли важную роль в развитии современной архитектуры. Уже в начале века основы рационалистического взгляда на возведение полифункциональных помещений закрепил Хендрик Берлаге (Гаагский муниципальный музей).

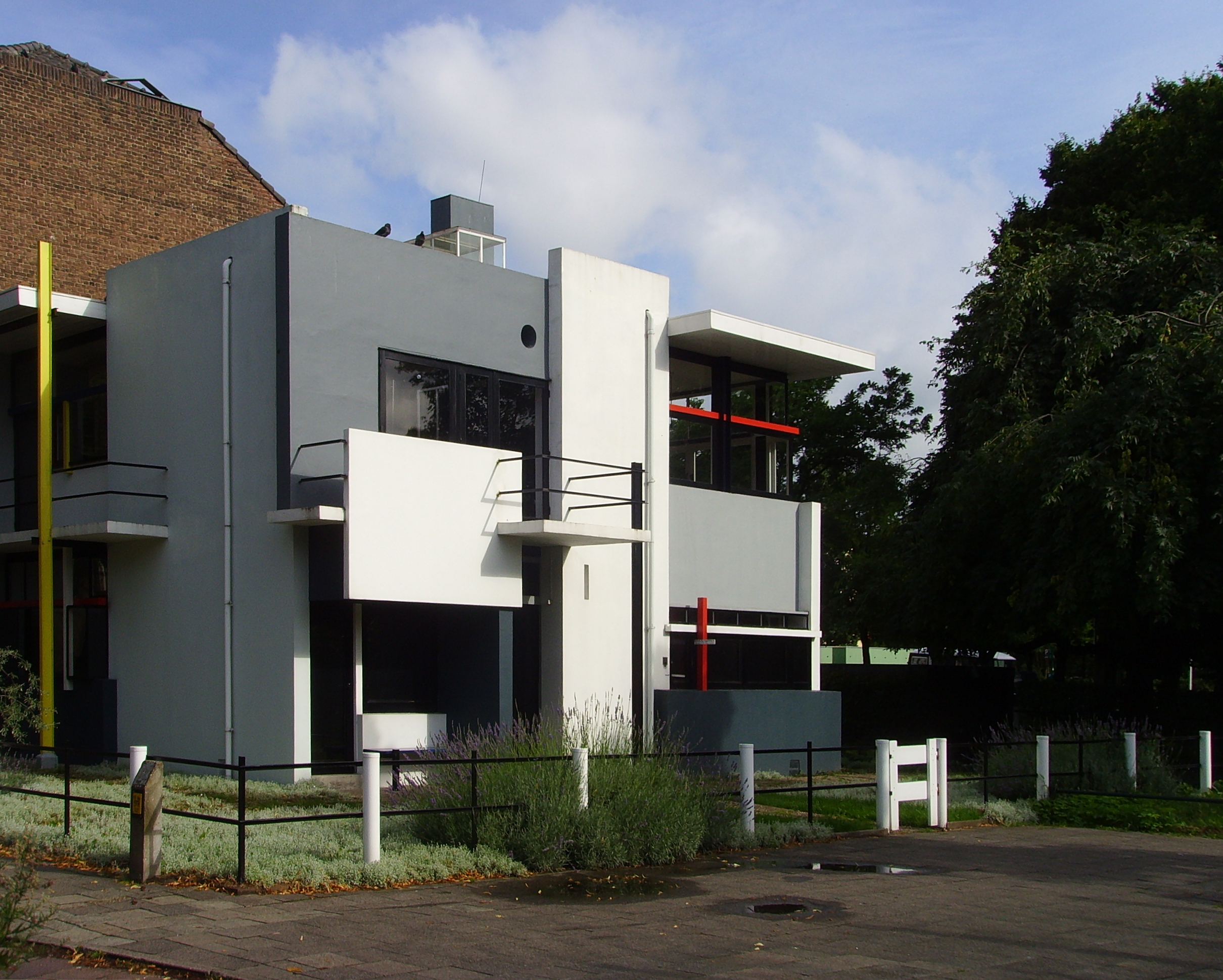
Дом Шредер, Утрехт, 1924 (Геррит Ритвельд)

В 1920—1930 годах в Нидерландах архитектура стала одним из видов искусства, развивавшихся динамично. В стране возникло множество арт-групп, которые продвигали свои взгляды на развитие искусства, в частности и архитектуры.
Так, архитекторы-экспрессионисты Мишель де Клерк и Пит Крамер были тесно связаны с «Амстердамской школой». Другая группа состояла из более функционалистских зодчих — Март Стам, Лендерт ван дер Флюгт (Leendert van der Vlugt) и Иоганнес Дейкер (Johannes Duiker). Ярым приверженцем рационализма в архитектуре Нидерландов был также И. А. Бринкман (завод Неллефабрик, Роттердам, 1931).
Выдающимся явлением в нидерландском искусстве стала работа членов арт-группы «Стиль», которые, начав с создания собственного стиля неопластицизма, наконец, присоединились к функционализму — Геррит Ритвельд (Дом Шредер, Утрехт, 1924) и Якобус Ауд, который был главным архитектором Роттердама, где построил много жилых комплексов и концептуальные дома.

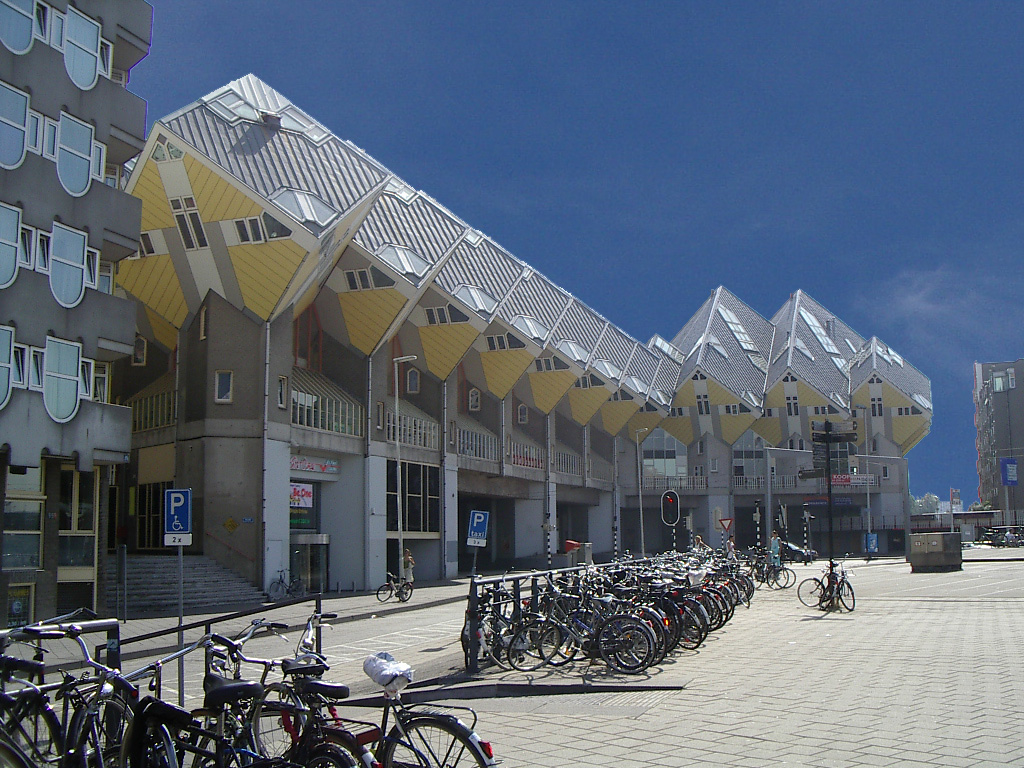
Кубические дома, Роттердам (1984)

Вторая мировая война и последующее восстановление обеспечили Роттердаму удивительное разнообразие стилей. Нынешний архитектурный стиль в городе широко представлен многочисленными небоскребами (наивысшим является башня Маас, 164,75 м), всемирно известными «кубическими домами» (1984, арх. Пит Блом), бизнес-сооружениями (штаб-квартира «Unilever NL»), а также символом города — мостом Эразма.
В послевоенную эпоху, в 1950-60-х годах нидерландские архитекторы молодого поколения А. ван Эйк (Aldo van Eyck), Я. Б. Барем и Г. Герцбергер (Herman Hertzberger; Министерство общественных дел и занятости, Гаага), известное как «Форум поколение» (Forum generation, по названию программного журнала), обеспечило интернационализацию голландской архитектуры.
Начиная с 1960-70-х годов архитектура Нидерландов тесно связана с дизайном (аэропорт Схипхол в Амстердаме, 1963 — 67 , арх. М. Ф. Дейнтьер).

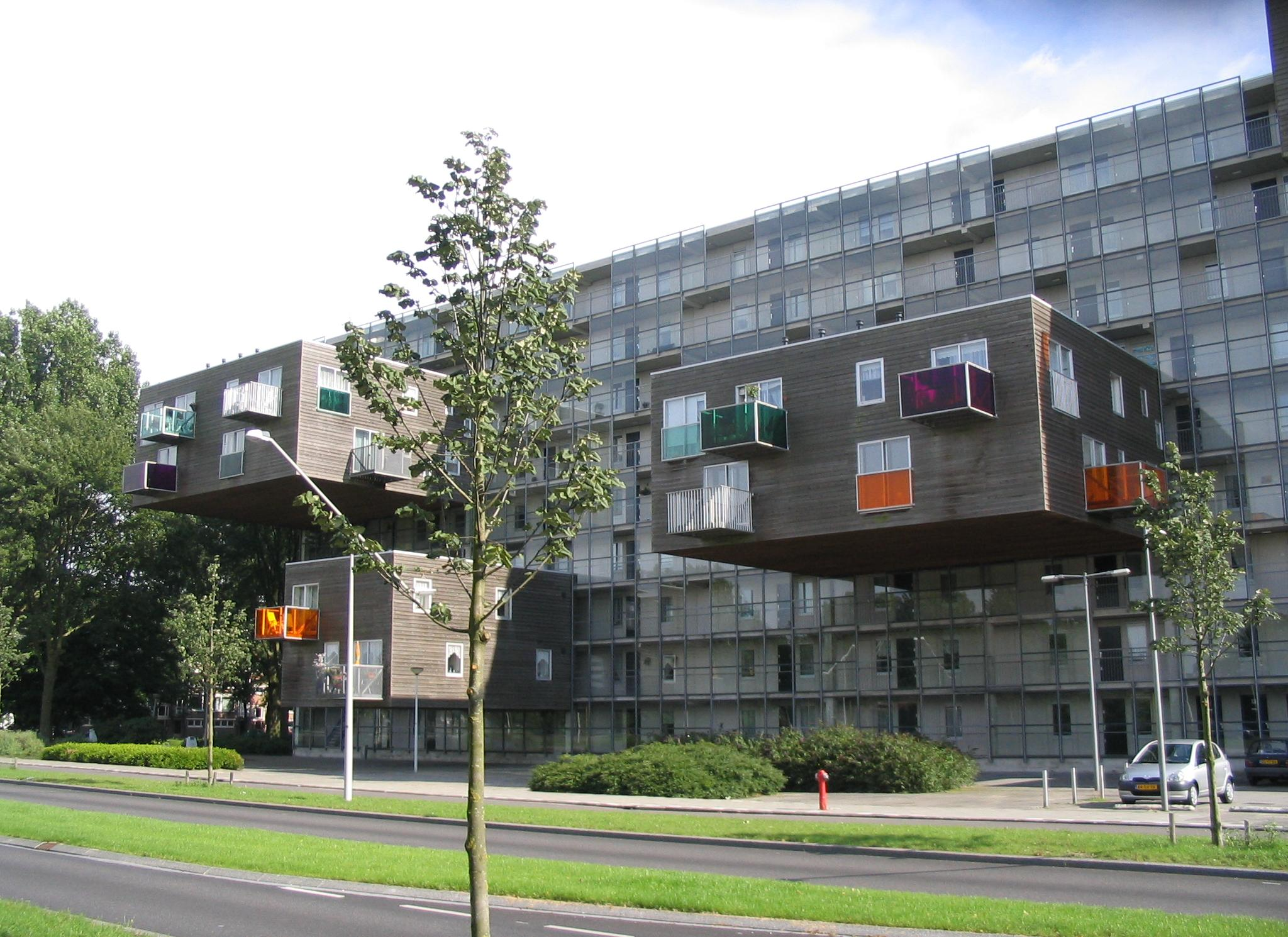
Дом WoZoCo (MVRDV), Амстердам

С 1980-х и до настоящего времени Рем Колхас и его архитектурное бюро (Office for Metropolitan Architecture (OMA)) является ведущей силой в мировой архитектуре, которое формирует новое, постмодернистское поколение нидерландских архитекторов.
Современная архитектура в Нидерландах характеризуется многообразием форм, практичностью, экологической направленностью и оригинальностью — это в частности касается отдельных проектов. Молодым архитекторам предоставляется возможность экспериментировать при строительстве и расширении городов. Государство оказывает своё влияние на архитектуру, выступая в роли заказчика. Последними примерами являются модернистское здание Министерства жилищного обеспечения, планирования пространства и охраны окружающей среды (архитектор Хоохстад / Hoogstad) и постмодернистское здание Министерства здравоохранения, благосостояния и спорта (архитекторы Хравес / Graves) и Сутерс / Soeters). Из самых современных работ голландских архитекторов — проекты архитектурного бюро MVRDV — название образовано от инициалов создателей компании: Винни Мааса (Winy Maas, * 1959), Якоба ван Рейса (Jacob van Rijs, * 1964) и Натали де Врис (Nathalie de Vries, * 1965), которое воплощает свои идеи по всему миру и отличается оригинальным подходом, который уже повлиял на современную архитектуру в целом.